# 深川瑠華
深川 瑠華（ふかがわ るか、2004年9月6日 - ）は、日本の女性声優。響所属。

## 略歴
2020年4月、D4DJ第6のユニット「Lyrical Lily」キャストオーディションにて「白鳥胡桃」役に合格。同年4月27日、先述のオーディションに合格した渡瀬結月と共に響所属となる。

## 人物
特技はフルート、ピッコロ。趣味は読書、リズムゲーム、アニメ鑑賞、音楽鑑賞。
中学時代は吹奏楽部に所属。「響け!ユーフォニアム」を見たことがきっかけで入部。
運動は得意ではない。
サンリオが好きで、1人でピューロランドに行くほどである。好きなキャラクターは、クロミ、こぎみゅん、ぺたぺたみにりあん。

## 出演

### テレビアニメ
2021年
- ぷっちみく♪ D4DJ Petit Mix（白鳥胡桃）

2023年
- D4DJ All Mix（白鳥胡桃）

### ゲーム
2021年
- D4DJ Groovy Mix（白鳥胡桃）
- ブラウンダスト（ジョイ）

2022年
- 少女☆歌劇 レヴュースタァライト -Re LIVE-（小鳩良子）

2023年
- Dislyte〜神世代ネオンシティ〜（メヴィス）
- アズールレーン（フラッシャー）

### 舞台・朗読劇
- 朗読劇
  - りーでぃんぐ☆ぱーてぃーvol.8（2020年）
  - 箱庭同窓会（2021年、小森なな[15]）
  - サトラレ～the reading～（2021年、小松洋子[16]、玲の心の声[17]）
  - 『マッチングアプリ:アップルボム(仮)』（2023年7月26日-30日、シアターサンモール）- クー
  - きれいで かわいい きみがすき（2024年2月12日、MsmileBOX渋谷[18]）
  - img Reading1「放課後に星はみえるか」（2025年2月22日-23日、CBGKシブゲキ!!）- 宍戸朋花 役[19]
- 少女☆歌劇 レヴュースタァライト -The LIVE エーデル- Delight（2022年、小鳩良子[20]）
  - 少女☆歌劇 レヴュースタァライト -The STAGE 中等部- Regalia（2022年）[21]
  - 少女☆歌劇 レヴュースタァライト -The STAGE 中等部- Rebellion（2023年）[22]
  - 少女☆歌劇 レヴュースタァライト -The STAGE 中等部- Remains（2024年）[23]
  - 少女☆歌劇 レヴュースタァライト -The LIVE 青嵐- Baby Blue（2024年）[24]
  - 少女☆歌劇 レヴュースタァライト -The STAGE 中等部- Rerise（2025年）[25]
- 舞台 Lyrical Lily「千リ！の道も一歩から」（2022年、白鳥胡桃[26]）
  - 舞台 D4DJ「有栖川学院文化祭 LIVE STAGE」（2023年）[27]
- 舞台『降臨SOUL』（2023年、日替わりゲスト（天帝）[28]）
- Hyo-eeN！vol.8「Listen/Library V」（2025年、シアターモリエール[29]）

### 配信
- ゆづるかのレッツ!ヴァイスシュヴァルツ!!（2021年 - 、YouTube※ [30]）
- 渡瀬結月・深川瑠華の「ゆづるかルーム」（2022年 - ）

### CM
- カードファイト!! ヴァンガード overDress（ブシロード）「リリカルモナステリオ」（Lyrical Lilyとして実写出演）[31]

### その他
- パチスロ L D4DJ Pachi-Slot Mix（2024年、白鳥胡桃[32]）

## ディスコグラフィ

### キャラクターソング
| 発売日   | 商品名                                                      | 歌                                                                                 | 楽曲 | 備考                                                                      |
| 2020年   | 2020年                                                      | 2020年                                                                             | 2020年 | 2020年                                                                    |
| -------- | ----------------------------------------------------------- | ---------------------------------------------------------------------------------- | --- | ------------------------------------------------------------------------- |
| 6月24日  | Cosmic CoaSTAR                                              | Lyrical Lily                                                                       | 「汚れっちまった悲しみの色」 | 『D4DJ』関連曲                                                            |
| 12月16日 | 吾輩よ猫であれ                                              | Lyrical Lily                                                                       | 「吾輩よ猫であれ」 「銀河鉄道の夜に」 | 『D4DJ』関連曲                                                            |
| 2021年   |                                                             |                                                                                    | |                                                                           |
| 1月20日  | D4DJ Groovy Mix カバートラックス vol.1                      | Lyrical Lily                                                                       | 「ふ・れ・ん・ど・し・た・い」 「タッチ」 | ゲーム『D4DJ Groovy Mix』関連曲                                           |
| 2月24日  | ぐるぐるDJ TURN!!                                           | D4DJ ALL STARS                                                                     | 「LOVE!HUG!GROOVY!!」 | ゲーム『D4DJ Groovy Mix』主題歌                                           |
| 7月21日  | D4DJ Groovy Mix カバートラックス vol.2                      | Lyrical Lily                                                                       | 「創傷イノセンス」 「Shiny Smily Story」 | ゲーム『D4DJ Groovy Mix』関連曲                                           |
| 8月18日  | プティプランス                                              | Lyrical Lily                                                                       | 「プティプランス」 「Magiの贈り物」 | 『D4DJ』関連曲                                                            |
| 8月28日  | なんてカラフルな世界！[D4DJ Remix]                          | D4DJ ALL STARS                                                                     | 「なんてカラフルな世界！[D4DJ Remix]」 | ゲーム『D4DJ Groovy Mix』関連曲                                           |
| 11月24日 | 冒険王！                                                    | Lyrical Lily                                                                       | 「冒険王！」 「ねむり姫」 | 『D4DJ』関連曲                                                            |
| 11月24日 | D4DJ 6ユニット3rd Single連動購入特典CD                      | D4DJ ALL STARS                                                                     | 「ぷっちみくパーチナィ！」 | 『D4DJ』関連曲                                                            |
| 11月24日 | D4DJ 6ユニット3rd Single連動購入特典CD C ver.               | Lyrical Lily                                                                       | 「ぷっちみくパーチナィ！」 | 『D4DJ』関連曲                                                            |
| 2022年   |                                                             |                                                                                    | |                                                                           |
| 1月26日  | D4DJ Groovy Mix カバートラックス vol.3                      | Lyrical Lily                                                                       | 「赤いスイートピー」 「男の勲章」 | ゲーム『D4DJ Groovy Mix』関連曲                                           |
| 4月20日  | Delight to me！【エーデル ver.】                            | シークフェルト音楽学院中等部                                                       | 「シークレット☆リトルスタァズ」 | 舞台『少女☆歌劇 レヴュースタァライト -The LIVE エーデル- Delight』関連曲  |
| 4月27日  | D4DJ Groovy Mix カバートラックス vol.4                      | Lyrical Lily                                                                       | 「太陽のflare sherbet」 「サクラサク」 | ゲーム『D4DJ Groovy Mix』関連曲                                           |
| 6月29日  | Lyrical Anthology A ver.                                    | Lyrical Lily                                                                       | 「月に萌える」 「ライム畑でつかまえて」 「Journey to the West」 「Happy Prince」 「夢十Yah!」 「人間合格!!!!」 「銀河鉄道の夜に (Lyrical Anthology Remix)」 | 『D4DJ』関連曲                                                            |
| 6月29日  | Lyrical Anthology B ver.                                    | Lyrical Lily                                                                       | 「ねむり姫 (Lyrical Anthology Remix)」 | 『D4DJ』関連曲                                                            |
| 7月20日  | D4DJ Groovy Mix カバートラックス vol.5                      | Lyrical Lily                                                                       | 「ギミー!レボリューション」 「1st Priority」 | ゲーム『D4DJ Groovy Mix』関連曲                                           |
| 9月11日  | きみの♡(らぶ)                                               | きゅーとぴあ♡                                                                      | 「きみの♡(らぶ)」 | ゲーム『D4DJ Groovy Mix』関連曲                                           |
| 10月12日 | Regalia -継承-/アフレぐ！〜Aufregendes leben〜              | シークフェルト音楽学院中等部                                                       | 「Regalia -継承-」 「アフレぐ！〜Aufregendes leben〜」 | 舞台『少女☆歌劇 レヴュースタァライト -The STAGE 中等部- Regalia』関連曲   |
| 10月26日 | D4DJ Groovy Mix カバートラックス vol.6                      | Lyrical Lily                                                                       | 「Agapё」 「ぼなぺてぃーと♡S」 | ゲーム『D4DJ Groovy Mix』関連曲                                           |
| 2023年   |                                                             |                                                                                    | |                                                                           |
| 1月25日  | D4DJ Groovy Mix カバートラックス vol.7                      | Lyrical Lily                                                                       | 「アンダーカバー (TeddyLoid Remix)」 「ラブ・ストーリーは突然に」                                                                                           | ゲーム『D4DJ Groovy Mix』関連曲                                           |
| 2月15日  | Maihime                                                     | Lyrical Lily                                                                       | 「Maihime」 | テレビアニメ『D4DJ All Mix』オープニングテーマ                            |
| 2月15日  | Maihime                                                     | Lyrical Lily                                                                       | 「春とショコラ」 | テレビアニメ『D4DJ All Mix』挿入歌                                        |
| 6月7日   | Rebellion/ユメみロ                                          | シークフェルト音楽学院中等部                                                       | 「Rebellion」 | 舞台『少女☆歌劇 レヴュースタァライト -The STAGE 中等部- Rebellion』主題歌 |
| 6月7日   | Rebellion/ユメみロ                                          | シークフェルト音楽学院中等部                                                       | 「ユメみロ」 | 舞台『少女☆歌劇 レヴュースタァライト -The STAGE 中等部- Rebellion』関連曲 |
| 6月14日  | サーカスへようこそ                                          | Lyrical Lily                                                                       | 「サーカスへようこそ」 「White Margaret」 | 『D4DJ』関連曲                                                            |
| 7月12日  | D4DJ Groovy Mix カバートラックス vol.8                      | Lyrical Lily                                                                       | 「にゃんだーわんだーデイズ」 「撲殺天使ドクロちゃん」 | ゲーム『D4DJ Groovy Mix』関連曲                                           |
| 10月4日  | Hello World                                                 | Lyrical Lily                                                                       | 「Snow Black」 「IFの踊子」 「人間合格!!!!（Hello World Remix）」 「冒険王！（ビッグでバンなアラウンド！ Remix）」                                          | 『D4DJ』関連曲                                                            |
| 12月20日 | D4DJ EXCLUSIVE TRACKS                                       | Photon Maiden×Lyrical Lily                                                         | 「妙なる星と」 | テレビアニメ『D4DJ All Mix』挿入歌                                        |
| 12月20日 | D4DJ EXCLUSIVE TRACKS                                       | D4DJ ALL STARS                                                                     | 「LOVE!HUG!GROOVY!! +nova」 | ゲーム『D4DJ Groovy Mix』関連曲                                           |
| 12月20日 | D4DJ EXCLUSIVE TRACKS                                       | Lyrical Lily                                                                       | 「汚れっちまった悲しみの色（t+pazolite Remix）」 | ゲーム『D4DJ Groovy Mix』関連曲                                           |
| 2024年   |                                                             |                                                                                    | |                                                                           |
| 1月10日  | 真夏の朝の夢                                                | Lyrical Lily                                                                       | 「真夏の朝の夢」 「わんわんとチョコレイト工場」 | ゲーム『D4DJ Groovy Mix』関連曲                                           |
| 4月24日  | D4DJ Groovy Mix カバートラックス vol.9                      | Lyrical Lily                                                                       | 「ユニバーページ」 「adrenaline!!!」 | ゲーム『D4DJ Groovy Mix』関連曲                                           |
| 5月22日  | D4DJ XROSS∞BEAT                                             | Happy Around!×Lyrical Lily                                                         | 「世界の夜明けと半熟ワンダーランド」 | ゲーム『D4DJ Groovy Mix』関連曲                                           |
| 5月22日  | D4DJ XROSS∞BEAT                                             | Merm4id×Lyrical Lily                                                               | 「メタモルフォーゼ」 | ゲーム『D4DJ Groovy Mix』関連曲                                           |
| 7月3日   | Remains/夢のプレリュード                                    | シークフェルト音楽学院中等部                                                       | 「Remains」 | 舞台『少女☆歌劇 レヴュースタァライト -The STAGE 中等部- Remains』主題歌   |
| 7月3日   | Remains/夢のプレリュード                                    | シークフェルト音楽学院中等部                                                       | 「夢のプレリュード」 | 舞台『少女☆歌劇 レヴュースタァライト -The STAGE 中等部- Remains』関連曲   |
| 12月25日 | Kleinod                                                     | 大賀美詩呂（松澤可苑）・高千穂ステラ（青木陽菜）・小鳩良子（深川瑠華）             | 「瞬くキズナ」 | 『少女☆歌劇 レヴュースタァライト』関連曲                                  |
| 12月25日 | Kleinod                                                     | 小鳩良子（深川瑠華）・高千穂ステラ（青木陽菜）・海辺みんく（久家心）               | 「待ちきれないTeaParty」 | 『少女☆歌劇 レヴュースタァライト』関連曲                                  |
| 12月25日 | Kleinod                                                     | 小鳩良子（深川瑠華）・海辺みんく（久家心）                                         | 「ブルームーン」 | 『少女☆歌劇 レヴュースタァライト』関連曲                                  |
| 12月25日 | Kleinod                                                     | シークフェルト音楽学院中等部                                                       | 「憧れた空からの眺め」 | 『少女☆歌劇 レヴュースタァライト』関連曲                                  |
| 2025年   |                                                             |                                                                                    | |                                                                           |
| 1月22日  | Lyrical Recollection                                        | Lyrical Lily                                                                       | 「夏休み」 「いたずら白書」 「注文の多い文化祭」 「千リ一リ物語」                                                                                           | 『D4DJ』関連曲                                                            |
| 2月5日   | 4 un Voyage                                                 | きゅーとぴあ♡                                                                      | 「ハッピー・ハッピー・フレンズ」 「可愛くてごめん」 | ゲーム『D4DJ Groovy Mix』関連曲                                           |
| 3月5日   | SUPERSTAR                                                   | Happy Around!・Peaky P-key・Photon Maiden・Merm4id・燐舞曲・Lyrical Lily・UniChØrd | 「SUPERSTAR」 | ゲーム『D4DJ Groovy Mix』関連曲                                           |
| 3月5日   | D4DJ Groovy Mix カバートラックス Extra Edition Lyrical Lily | Lyrical Lily                                                                       | 「ギャラクシー☆ばばんがBang!」 「私、アイドル宣言」 | ゲーム『D4DJ Groovy Mix』関連曲                                           |
| 6月4日   | Rerise                                                      | シークフェルト音楽学院中等部                                                       | 「Rerise」 | 舞台『少女☆歌劇 レヴュースタァライト -The STAGE 中等部- Rerise』主題歌    |
| 6月4日   | Rerise                                                      | シークフェルト音楽学院中等部                                                       | 「真夏の夜の恋騒ぎ」 「Let's call me little prince!」 | 舞台『少女☆歌劇 レヴュースタァライト -The STAGE 中等部- Rerise』関連曲    |

### ユニットメンバー
1. 1 2 3 4 5 6 7 8 9 10 11 12 13 14 15 16 17 18  桜田美夢（反田葉月）、春日春奈（進藤あまね）、白鳥胡桃（深川瑠華）、竹下みいこ（渡瀬結月）
2. 1 2 3  愛本りんく（西尾夕香）、明石真秀（各務華梨）、大鳴門むに（三村遙佳）、渡月麗（志崎樺音）、山手響子（愛美）、犬寄しのぶ（高木美佑）、笹子・ジェニファー・由香（小泉萌香）、清水絵空（倉知玲鳳）、出雲咲姫（紡木吏佐）、新島衣舞紀（前島亜美）、花巻乙和（岩田陽葵）、福島ノア（佐藤日向）、瀬戸リカ（平嶋夏海）、水島茉莉花（岡田夢以）、日高さおり（葉月ひまり）、松山ダリア（根岸愛）、青柳椿（加藤里保菜）、月見山渚（大塚紗英）、矢野緋彩（もものはるな）、三宅葵依（つんこ）、桜田美夢（反田葉月）、春日春奈（進藤あまね）、白鳥胡桃（深川瑠華）、竹下みいこ（渡瀬結月）
3. 1 2 3 4 5 6  高千穂ステラ（青木陽菜）、大賀美詩呂（松澤可苑）、小鳩良子（深川瑠華）、海辺みんく（久家心）、森保クイナ（佐當友莉亜）
4. 1 2  大鳴門むに（三村遙佳）、出雲咲姫（紡木吏佐）、福島ノア（佐藤日向）、白鳥胡桃（深川瑠華）
5. 1 2  出雲咲姫（紡木吏佐）、新島衣舞紀（七木奏音）、花巻乙和（岩田陽葵）、福島ノア（佐藤日向）
6. ↑  愛本りんく（西尾夕香）、明石真秀（各務華梨）、大鳴門むに（三村遙佳）、渡月麗（入江麻衣子）、山手響子（愛美）、犬寄しのぶ（高木美佑）、笹子・ジェニファー・由香（小泉萌香）、清水絵空（倉知玲鳳）、出雲咲姫（紡木吏佐）、新島衣舞紀（七木奏音）、花巻乙和（岩田陽葵）、福島ノア（佐藤日向）、瀬戸リカ（平嶋夏海）、水島茉莉花（岡田夢以）、日高さおり（葉月ひまり）、松山ダリア（根岸愛）、青柳椿（加藤里保菜）、月見山渚（大塚紗英）、矢野緋彩（もものはるな）、三宅葵依（つんこ）、桜田美夢（反田葉月）、春日春奈（進藤あまね）、白鳥胡桃（深川瑠華）、竹下みいこ（渡瀬結月）、海原ミチル（小岩井ことり）、一星ルミナ（高橋花林）、四ノ宮心愛（由良朱合）、天堂はやて（天麻ゆうき）、ネオ（May'n）、ソフィア（相坂優歌）、エルシィ（鷲見友美ジェナ）、ヴェロニカ（山田美鈴）
7. 1 2  愛本りんく（西尾夕香）、明石真秀（各務華梨）、大鳴門むに（三村遙佳）、渡月麗（入江麻衣子）
8. 1 2  瀬戸リカ（平嶋夏海）、水島茉莉花（岡田夢以）、日高さおり（葉月ひまり）、松山ダリア（根岸愛）
9. ↑  山手響子（愛美）、犬寄しのぶ（高木美佑）、笹子・ジェニファー・由香（小泉萌香）、清水絵空（倉知玲鳳）
10. ↑  青柳椿（加藤里保菜）、月見山渚（大塚紗英）、矢野緋彩（もものはるな）、三宅葵依（つんこ）
11. ↑  海原ミチル（小岩井ことり）、一星ルミナ（高橋花林）、四ノ宮心愛（由良朱合）、天堂はやて（天麻ゆうき）